# 톈자빙
톈자빙(1919년 11월 20일 ~ 2018년 7월 10일)은 광동성 메이저우시 다부현에서 태어났고, 홍콩의 기업가이자 자선 사업가이다.
1935년 톈자빙은 회사를 설립하여 베트남 최대의 도자기 점토 공급 업체가 되었다. 1958년, 때문에 인도네시아의 반중감정을 피해 아이들이 중국 문화를 받아들이게 하여 그해에 가족은 홍콩으로 이동했다. "톈 플라스틱 공장"를 설립하고 나중에 '톈 화공'을 설립하여 플라스틱 박막과 인조가죽을 생산하여 홍콩의 플라스틱 제품의 국제 시장 진출을 도왔다.1990년 이후 동관과 광저우에 공장을 설립하여 사업을 확장했다.
톈자빙 (田家炳)은 나라에 은덕을 갚는다는 의미로 자선 및 공공 복지 산업을 하며 특히 교육을 중시하여, 모든 중화 지역에 독자적 자금과 양적 자금을 기부하였다. 1982년 "톈자빙 재단"이 설립되었으며 톈자빙은 '문교흥국(文教國)'을 자임하며 교육질소 향상 프로그램을 지원해 국가 발전을 추진했다. 그의 노력으로 톈자빙(田家炳)이라는 이름의 톈자빙 중학교가 설립되다. 2009년부터 그는 2018년 7월 10일 사망 할 때까지 " 톈자빙 재단 "명예 회장을 역임했다.

## 이력서
- 그가 16 세 미만이었던 1935년에, 그의 아버지 톈유후(田玉瑚)는 사망하였으며, 그는 학업과 사업을 포기하고, 가족을 부양할 책임을 져야했다.
- 1937년, 18 세의 나이로 고향 도자기 점토 를 판매하기 위해 베트남에 갔다. 그 다음 해에는 Tea Yang Porcelain Company를 설립하고 베트남에서 가장 큰 도자기 점토 공급 업체가 되었다.
- 1982년에 8월에 톈자빙 재단은 젊은이들을 격려하고, 문화와 교육을 증진하며, 사람들에게 이익을 주고, 사회에 환원, 국가에 기여할 수 있도록 설립되었다.
- 1994년 홍콩의 팡 카링에 설립 된 홍콩 톈자빙 중등 학교는 톈자빙 재단이 직접 운영하는 유일한 톈자빙 중등 학교이다.
- 2006년에는 PVC 필름 생산 사업이 동일한 산업으로 이전되어 운영을 계속했다.
- 2008년 말에 인조 가죽 생산 사업은 동일한 산업으로 이전되어 운영을 계속했다.
- 2009년에, 톈자빙은 톈자빙재단을 사회현달에 맡기고 투표권이 없는 명예주석으로 물러났다.
- 2018년 7월 10일, 톈자빙 재단 은 톈자빙이 99 세의 나이에 아침에 평화롭게 사망했다고 웹 사이트에서 발표했다.[1]

## 같이 보기
학교
- 홍콩
  - 톈자빙 중학교
  - 인덕당 톈자빙 중학교
  - 인덕당 톈자빙 초등학교

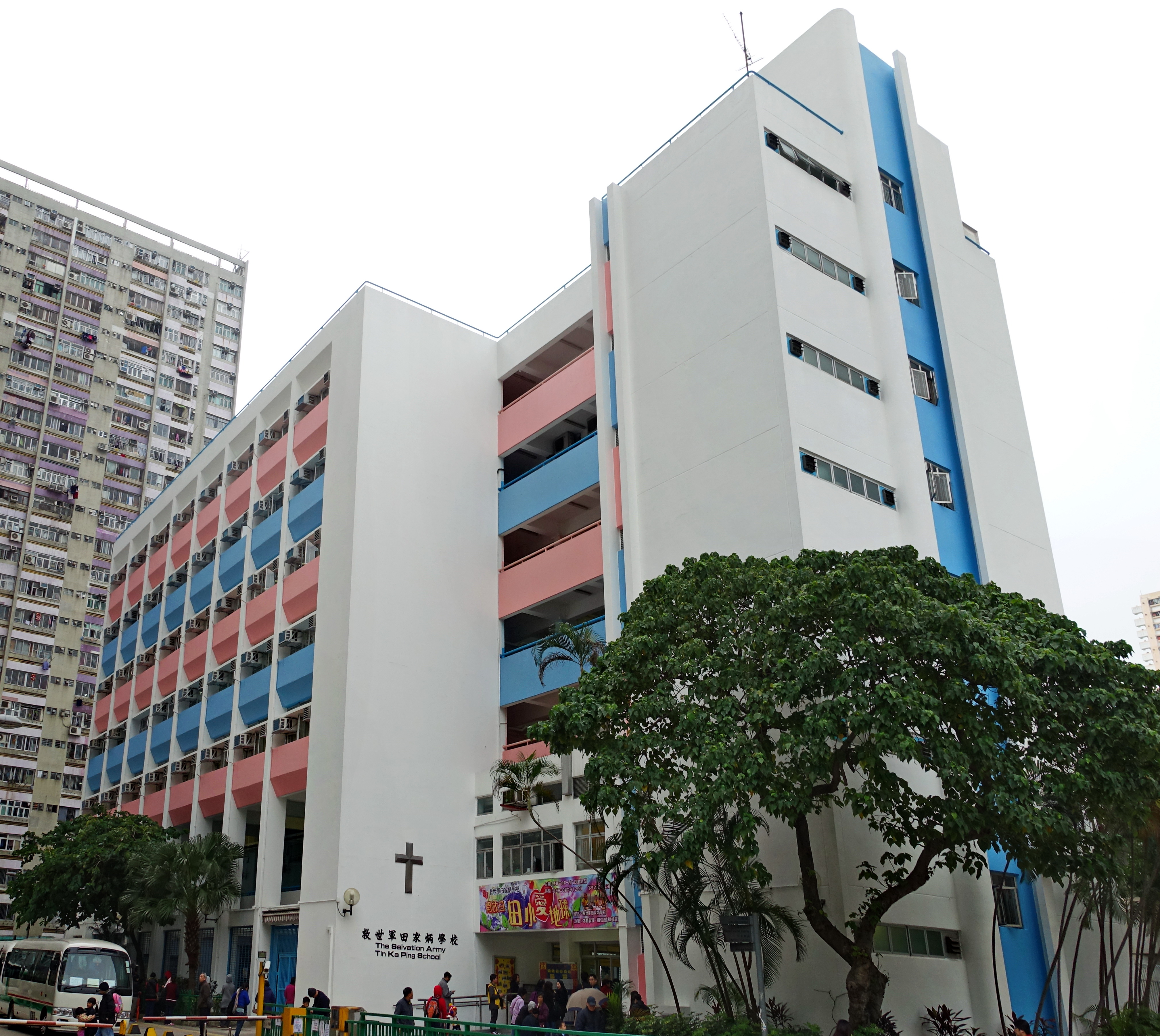
톈자빙 학교

  - 바 올랑 사무국 톈자빙 밀레니엄 초등학교
  - 톈자빙 학교
  - 홍콩 톈자빙 대학 교육 도서관
- 중국 대륙
  - 톈자빙 중학교 목록
- 대만
  - 국립 대만 사범 대학교 천 지앙 아카데미
- 마카오
  - 마카오 톈자빙 교육 연구소

## 확장 도서
- 바우 히 니아 레드 - 리갈 톈자빙 (CCTV, 2007)
- 촉촉한 톈자빙 (TVB Sunday Archive, 2013년 12월 2일) 보관됨 2014-02-24 - 웨이백 머신